# یحیی ریحان
یحیی ریحان (۱۲۷۴–۱۳۶۳) شاعر و روزنامه‌نگار ایرانی بود.

## زندگی‌نامه
یحیی سمیعیان ریحان در سال ۱۲۷۴ خورشیدی در تهران متولد شد. تحصیلات ابتدائی را در تهران به پایان رسانید. سپس به مشهد رفت و نخستین اشعار خود را در روزنامهٔ نوبهار به چاپ رسانید. سپس به تهران آمد و با انجمن و مجلّهٔ دانشکده به همکاری پرداخت. در اوایل سال ۱۲۹۷ قمری روزنامهٔ ادبی و فکاهی گل زرد را منتشر کرد. سپس در سال ۱۳۳۹ قمری روزنامهٔ سیاسی به نام نوروز را انتشار داد که چون مقاله‌ای بر ضد حکومت وقت در آن روزنامه نوشته بود، پس از انتشار دو شماره توقیف شد و ریحان را چند ساعتی در دارالمجانین بازداشت کردند. ریحان شرح این گرفتاری را به‌عنوان «یک شب در دارالمجانین» در مجلهٔ نوبهار و نیز در خاطرات خود آورده‌است. وی پس از این واقعه به‌مدت بیست و پنج سال در خارج از ایران زندگی کرد. ریحان زبان فرانسوی را خوب می‌دانست و در سرودن انواع شعر مهارت داشت. وی در آخر زندگانی به ایران بازگشت و در تهران سکونت گزید و در همین شهر درگذشت. منتخبی از اشعار او با عنوان «باغچهٔ ریحان» و نیز دیوان اشعارش چاپ و منتشر شده‌است.